# Vajnacher
Vajnacher är en samlingsbeteckning på både ingusjer och tjetjener, som började användas av sovjetiska etnografer 1928. Av vissa räknas de båda till ett enda vajnachiskt folk och det antas att någon gång i historien var de ett och samma folk. Proto-vajnacherna hävdas ha varit bosatta i sina bosättningområden så långt som 9 000–10 000 år tillbaka i tiden.